# Ratko Dostanić
Ratko Dostanić (serbisch-kyrillisch Ратко Достанић, * 1. März 1959 in Lučani, SFR Jugoslawien, heute Serbien) ist ein ehemaliger serbischer Fußballabwehrspieler und jetziger Trainer.

## Karriere als Spieler
Nach anfänglichen Einsätzen in jugoslawischen Fußballvereinen spielte Dostanić den Großteil seiner Karriere in der zweiten französischen Liga.

## Karriere als Trainer
Seine Trainerkarriere begann Dostanić in der Stadt Montluçon, als Trainer von EDS Montluçon. Bevor er seine jetzige Position als Trainer bei Roter Stern Belgrad antrat, war er Leiter der Jugendabteilung im Verein. Bis zum Jahresende 2010 wird er beide Positionen in Personalunion weiterführen.

## Erfolge/Titel

### Als Trainer
Mit dem Verein 
- Bulgarischer Supercup 2009 mit Levski Sofia[4]
- Serbischer Pokal 2010 mit Roter Stern Belgrad
- Chicago Sister Cities International Cup 2010 mir Roter Stern Belgrad[5]

## Trivia
Aufgrund der kurzen Amtszeiten als Trainer wird Ratko Dostanić von einigen Fans der Vereine auch häufig Kratko Ostanić genannt. Es handelt sich dabei um ein Wortspiel, das aus den Wörtern „Kratko“ (dt. kurz) und „Ostani“ (dt. bleiben) gebildet wird.